# Stamford Bridge (estádio)
O Stamford Bridge é um estádio localizado no centro da cidade de Londres, sede do Chelsea Football Club. Inaugurado em 1877, foi adquirido em 1896 pelos irmãos Gus e Joseph Mears.

## História do nome
Até hoje existem suposições conflitantes sobre o motivo pelo qual os primeiros proprietários deram ao estádio o nome de Stamford Bridge. Mapas do século XVIII mostravam um rio chamado Stamford Creek, na época um afluente do Tâmisa, ao longo da estrada que agora foi substituída por uma linha de trem atrás da East Entrance. O leito do rio era então atravessado por duas pontes: Stamford Bridge na Fulham Road (também conhecida como Little Chelsea Bridge) e Stambridge na King's Road. Não há dúvida de que Stamford Creek, Stamford Bridge e Stambridge contribuíram de alguma forma para o nome da estrutura. Outra motivação para a escolha do nome foi a Batalha de Stamford Bridge, em Yorkshire, uma famosa vitória do Rei Haroldo II de Inglaterra contra os vikings em 1066.

## História

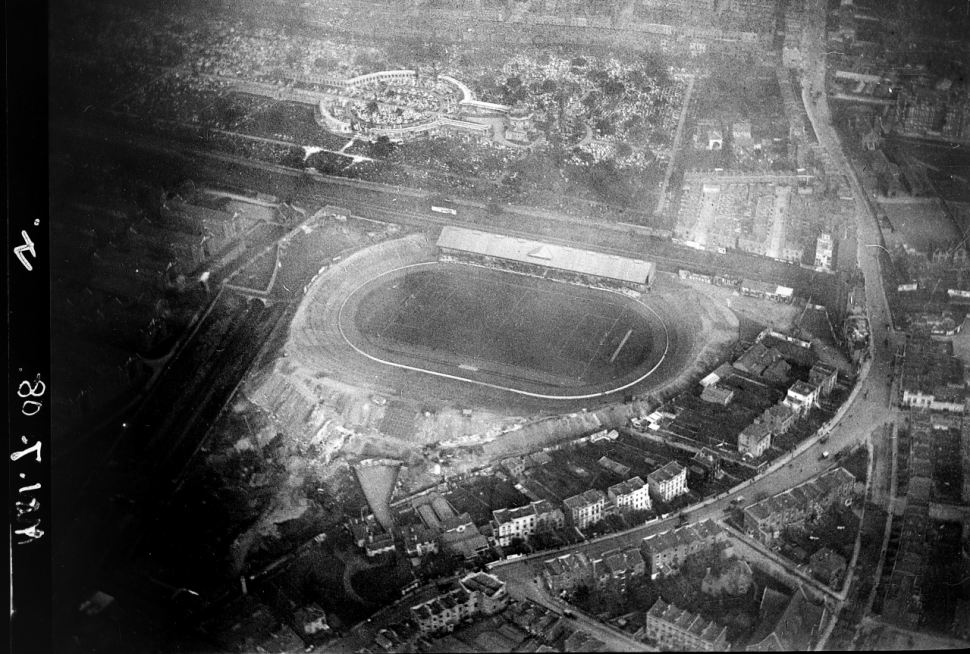
Stamford bridge em 1909.

Com capacidade para cerca de quarenta e três mil pessoas, foi inaugurado em 28 de abril de 1877. O estádio foi construído pelos proprietários do London Athetics Club, para competições de atletismo, e comprado pelos irmãos Gus e Joseph Mears em 1896, mas só tomando posse em 1904. A intenção dos irmãos Mears, era que o estádio recebesse partidas do mais alto nível do futebol. Inicialmente, o terreno foi oferecido ao Fulham Football Club, mas o clube recusou a oferta por motivos financeiros. Depois consideram vender o campo para a Great Western Railway Company, mas por conselho de seu amigo Fred Parker, os irmãos Mears resolveram não vende-lo e, criar um clube para disputar partidas no estádio, surgindo assim, o Chelsea Football Club. Em seus primórdios, o estádio Stamford Bridge era servido por uma pequena estação ferroviária, a estação ferroviária de Chelsea & Fulham, que foi fechada mais tarde após os bombardeios da Segunda Guerra Mundial.
Após obras de modernização, visando a segurança e o conforto dos espectadores, a capacidade do estádio foi reduzida para 41 841 torcedores. Seu recorde de público deu-se em 12 de outubro de 1935, no clássico londrino contra o Arsenal, quando foram registrados 82 905 torcedores.

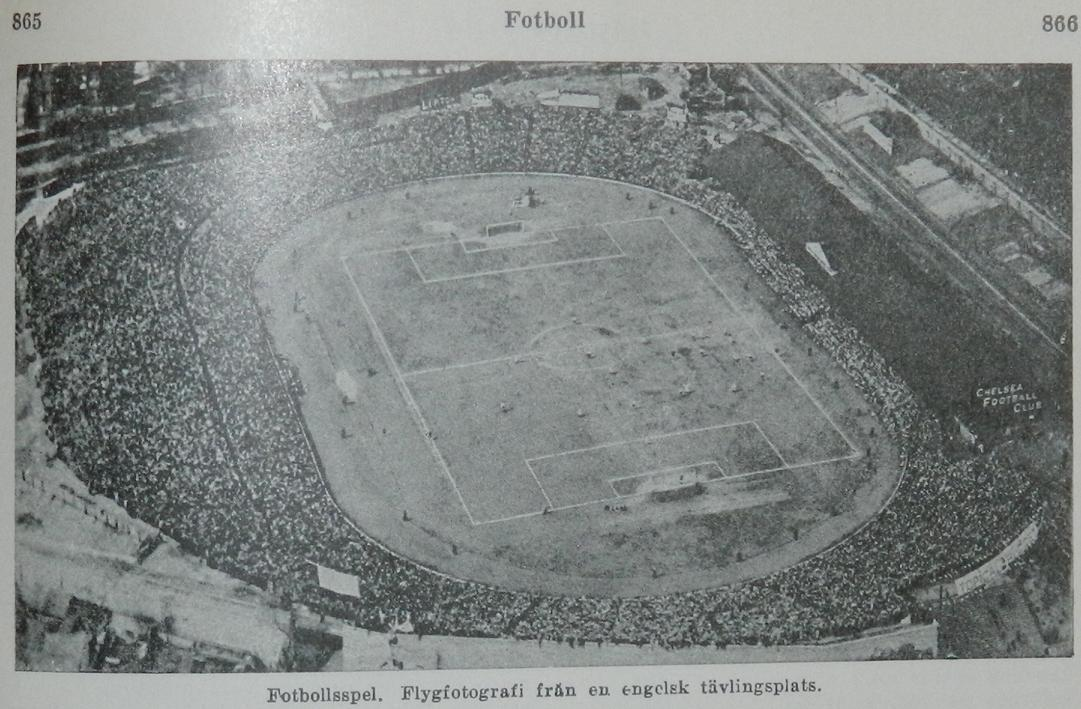
O Stamford Bridge lotado no início da década de 1930.

O Stamford Bridge foi planejado para ter uma capacidade de cerca de 100 000 pessoas  e era o segundo maior campo da Inglaterra, depois do Crystal Palace. Ele foi usado como local da final da FA Cup. Como originalmente construído, Stamford Bridge era uma pista de atletismo e o campo estava inicialmente localizado no meio da pista de corrida. Isso significava que os espectadores estavam separados do campo de jogo em todos os lados pela largura da pista de corrida e, nos lados norte e sul, a separação era particularmente grande porque os lados longos da pista de corrida excediam consideravelmente o comprimento do campo de futebol. O estádio tinha uma única arquibancada para 5 000 espectadores no lado leste. Projetada por Archibald Leitch, era uma réplica exata da arquibancada de Stevenage Road, que havia sido construído anteriormente no Craven Cottage reformado (e o principal motivo pelo qual o Fulham havia optado por não se mudar para o novo campo). Os outros lados eram todos abertos em uma grande tigela, e milhares de toneladas de material escavado da construção da Piccadilly line proporcionavam arquibancadas altas para os espectadores em pé expostos aos elementos no lado oeste.
Em 1945, o Stamford Bridge foi palco de uma das partidas mais marcantes de sua história. O time soviético FK Dinamo Moskva foi convidado a fazer uma turnê pelo Reino Unido no final da Segunda Guerra Mundial e o Chelsea foi o primeiro time que enfrentaram. Uma multidão estimada em mais de 100 000 pessoas lotou o Stamford Bridge para assistir ao empate em 3 a 3, com muitos espectadores na pista de corrida e no topo das arquibancadas.

### Crise
No início da década de 1970, os proprietários do clube iniciaram um projeto para reformar o Stamford Bridge. No entanto, o custo da construção do East Stand ficou fora de controle após a escassez de materiais e uma greve de construtores, e o restante do campo permaneceu intocado. O novo East Stand foi concluída, mas a maior parte das pistas de corrida (inutilizáveis) permaneceu, e a nova arquibancada também foi deslocada em aproximadamente 20 metros em relação ao gramado. A ideia era mover o estádio inteiro para o norte. Mas, devido à situação financeira em meados da década de 1970, as outras arquibancadas não foram reconstruídas por mais duas décadas. Nesse meio tempo, o Chelsea teve dificuldades no campeonato, o número de torcedores caiu e as dívidas aumentaram. O clube foi rebaixado para a Segunda Divisão em 1975 e novamente em 1979, evitando por pouco a queda para a Terceira Divisão em 1983, antes de finalmente retornar à Primeira Divisão um ano depois.
O aumento dos custos, combinado com outros fatores, levou o clube ao declínio. Como parte da reestruturação financeira no final da década de 1970, a propriedade foi separada do clube e, quando o novo presidente do Chelsea, Ken Bates, comprou o clube por £1 em 1982, ele não comprou o campo. Uma grande parte da propriedade do Stamford Bridge foi posteriormente vendida para a incorporadora Marler Estates. A venda resultou em uma longa e amarga briga judicial entre Bates e a Marler Estates. A Marler Estates acabou sendo forçada à falência após uma quebra do mercado no início da década de 1990, permitindo que Bates fizesse um acordo com seus bancos e reunisse novamente a propriedade ao clube.
Durante a temporada de 1984-85, após uma série de invasões de campo e brigas de hooligans durante os jogos no estádio, o presidente Ken Bates ergueu uma cerca elétrica perimetral entre as arquibancadas e o campo, idêntica à que controlava efetivamente o gado em sua fazenda de gado leiteiro. No entanto, a cerca elétrica nunca foi ligada e, em pouco tempo, foi desmontada, pois o Conselho da Grande Londres impediu que fosse ligada por motivos de saúde e segurança.

### Modernização e reforma
Com a publicação do Relatório Taylor, resultante do desastre de Hillsborough, em janeiro de 1990, ordenando que todos os clubes da primeira divisão tivessem estádios com cadeiras em todos os lugares a tempo da temporada de 1994-95, o plano do Chelsea para um estádio de 34.000 lugares em Stamford Bridge foi aprovado pelo Conselho de Hammersmith and Fulham em 19 de julho de 1990.
A reforma do estádio teve início e as sucessivas fases de construção durante a década de 1990 eliminaram a pista de corrida original. A construção da arquibancada leste cerca de 20 anos antes havia iniciado o processo de eliminação da pista. Todas as arquibancadas, agora cobertas e com assentos, são imediatamente adjacentes ao campo. Essa estrutura capta e concentra o barulho dos torcedores. O gramado, as catracas e os direitos de nome do clube agora pertencem à Chelsea Pitch Owners, uma organização criada para evitar que o estádio seja comprado por incorporadoras imobiliárias.
O KSS Design Group (arquitetos) projetou a reforma completa do Estádio Stamford Bridge e seus hotéis, megastore, escritórios e edifícios residenciais.

## Setores

### Matthew Harding Stand

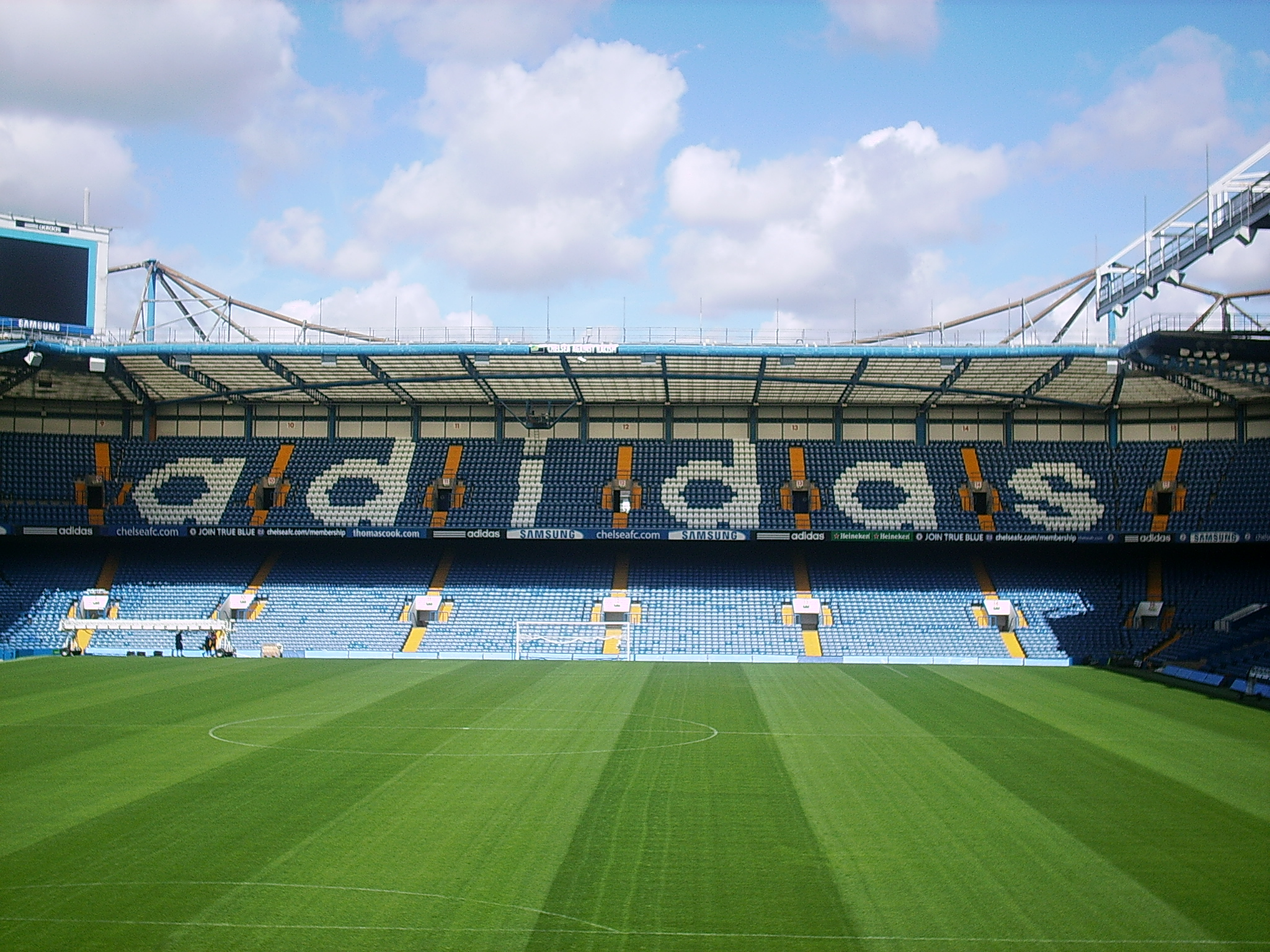
O Matthew Harding Stand

Essa parte do estádio, anteriormente conhecida como North Stand, acomoda 10 585 espectadores e está localizada na parte norte do edifício. Batizada com o nome do diretor do Chelsea que morreu em um acidente de helicóptero, foi concluída durante a temporada de 1997-98. É considerado pelos torcedores como um dos melhores assentos nas instalações para assistir a uma partida, especialmente em sua área mais próxima ao campo. Nos assentos, todos de cor azul e o símbolo da Nike é pintado de branco. Para ampliá-lo ainda mais, seria necessário demolir o museu do clube que fica atrás dele (o Chelsea World of Sport Museum). Durante os jogos da Liga dos Campeões, algumas das entradas que dão acesso a essa área são frequentemente obstruídas pela presença de veículos da rede de televisão, diminuindo assim o fluxo de espectadores.

### East Stand

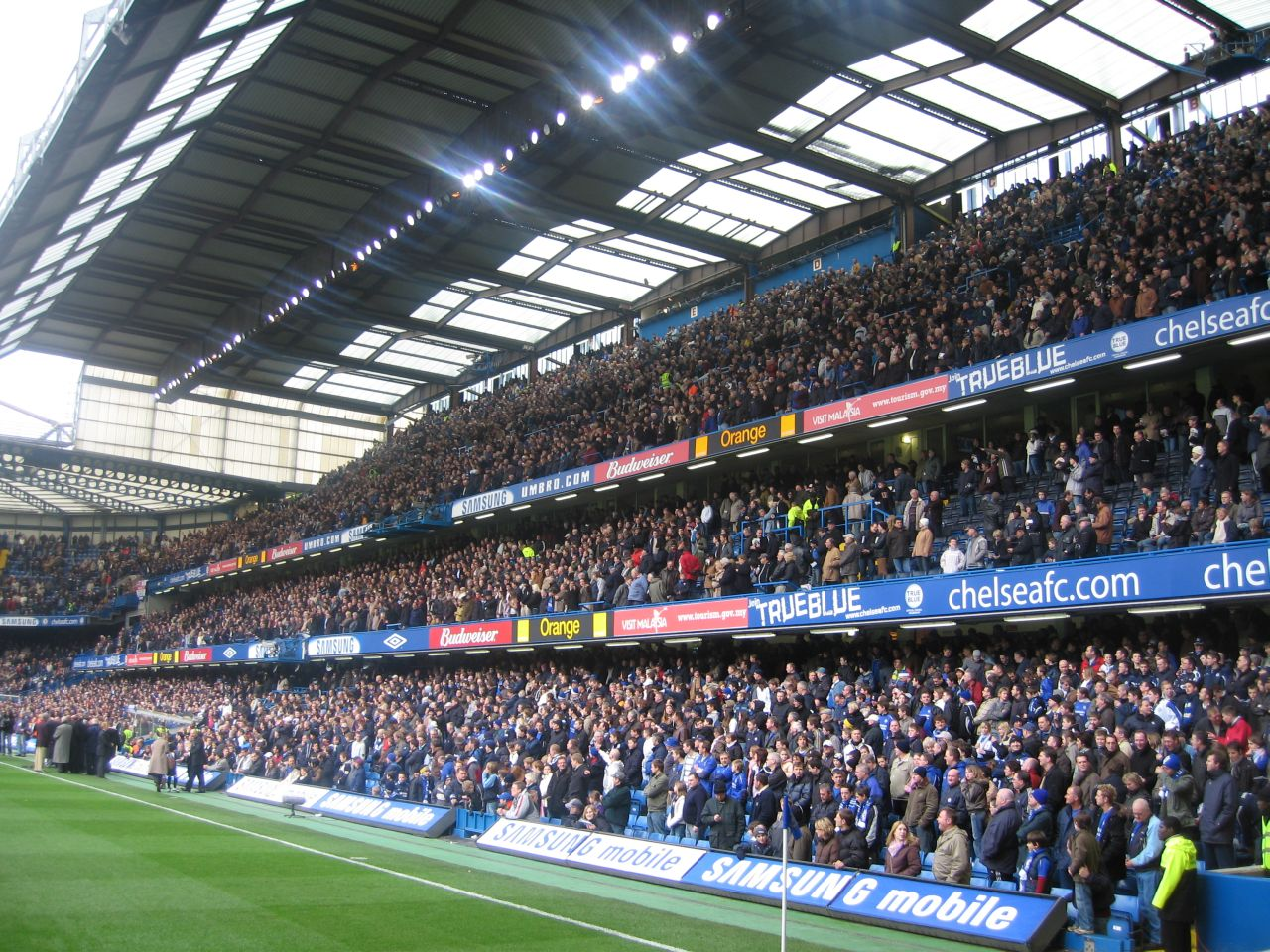
O East Stand em 2006

Esse setor, com capacidade para 10.925 pessoas, é o mais antigo do estádio e, como o nome sugere, está localizado no lado leste do estádio. Inicialmente, era usada para acomodar os torcedores do time visitante, mas desde o início da temporada 2005-06, com José Mourinho no comando do Chelsea, eles foram substituídos pelos portadores de ingressos para a temporada do clube da casa, com o argumento de que queriam apoiar os jogadores que precisavam se aquecer ou que estavam no banco de reservas. Essa área está conectada ao coração do estádio, que consiste no túnel de entrada dos jogadores, nos vestiários e na sala de conferências. Entre eles estão os camarotes reservados para os repórteres de TV e rádio. Os espectadores acima também desfrutam de uma das melhores posições de visualização do estádio.

### Shed End

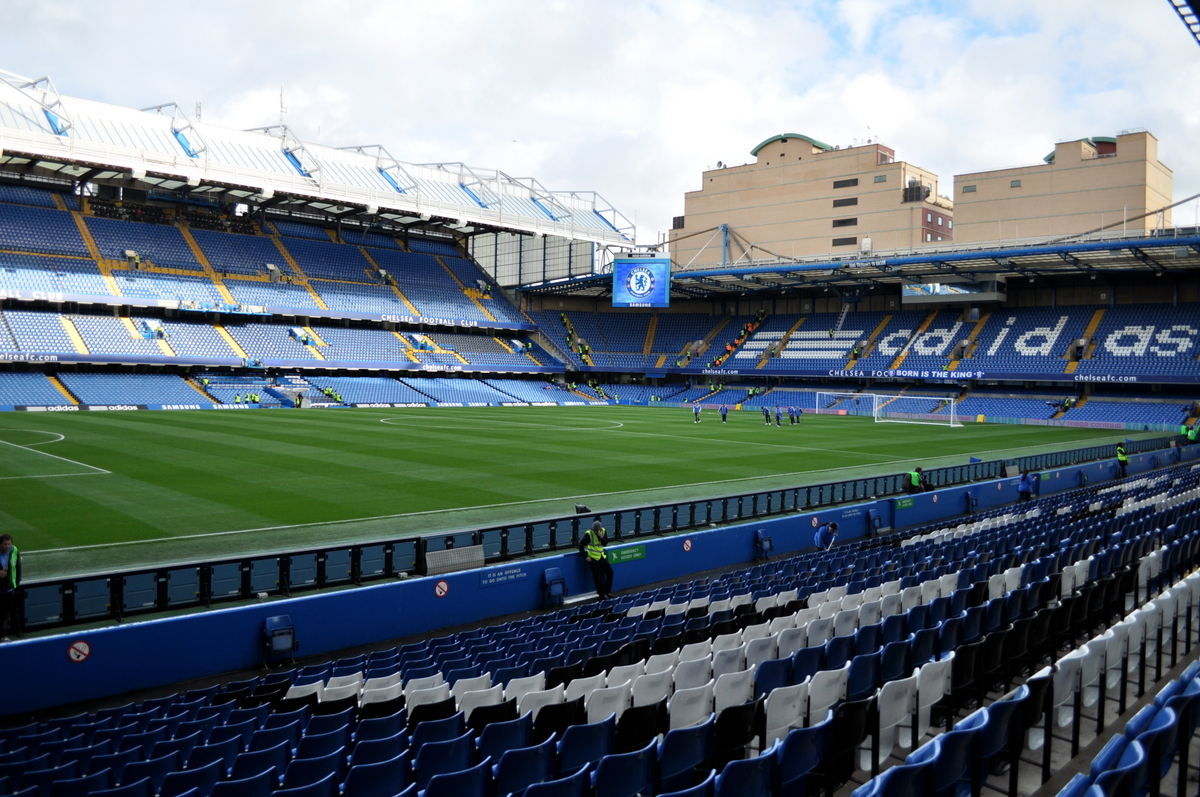
O East Stand e o Shed End

Essa parte do estádio está localizada ao sul do gramado e pode acomodar até 6 831 espectadores. Desde a temporada 2005-06, sua área leste foi reservada para os torcedores visitantes. Atrás da Shed End há também o outro museu do time, construído para o centenário do clube, localizado ao lado de uma parede reservada para a memória dos torcedores falecidos do Chelsea: ao trazer suas memórias para cá, as famílias dos falecidos podem testemunhar seu eterno apego ao clube londrino.
As cinzas de Peter Osgood foram colocadas sob a marca do pênalti do Shed End em 2006.

### West Stand

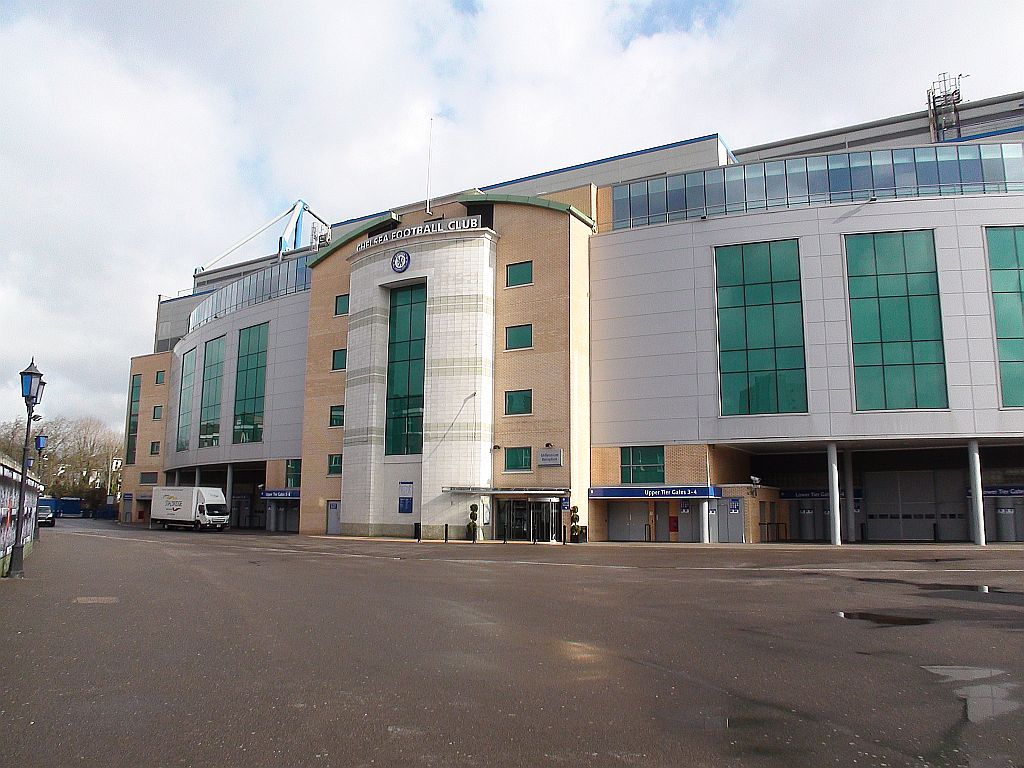
A fachada do Stamford Bridge, localizada no lado exterior do West Stand

Esse setor, o último a ser reformado, é o maior de todo o estádio, com capacidade para 13 500 torcedores. Além disso, como evidenciado por seu próprio nome, está localizado no lado oeste do estádio, e em seus assentos geralmente azuis há duas inscrições brancas com o nome do clube proprietário do estádio. Antes da chegada de Bates, a reforma dessa parte do estádio havia pesado muito na economia do clube londrino: com a chegada do empresário britânico e graças a um empréstimo de £70 milhões dele, a falência foi evitada. Localizada na lateral da Fulham Road, a West Stand é a entrada principal do estádio. As duas entradas para os estacionamentos, localizadas nessa área, foram batizadas de Spackman Entrance e Speedie Entrance, em homenagem a dois ex-jogadores dos Blues, Nigel Spackman e David Speedie. Em memória de outras personalidades associadas à história do Chelsea, os camarotes VIP, conhecidos como Millennium Suites e localizados no topo da West Stand, receberam seus nomes. São eles: a Tambling Suite (para Bobby Tambling), a Clarke Suite (Steve Clarke), a Harris Suite (Ron Harris), a Drakes Suite (Ted Drake), a Bonetti Suite (Peter Bonetti) e a Hollins Suite (John Hollins).

## Partidas internacionais
- 11 de dezembro de 1909 - Inglaterra Amadora 9-1 Países Baixos
- 5 de abril de 1913 - Inglaterra 1-0 Escócia
- 20 de novembro de 1929 - Inglaterra 6-0 País de Gales
- 7 de dezembro de 1932 - Inglaterra 4-3 Áustria
- 11 de maio de 1946 - Inglaterra 4-1 Suíça
- 25 de março de 2013 - Brasil 1-1 Rússia

## Fotos

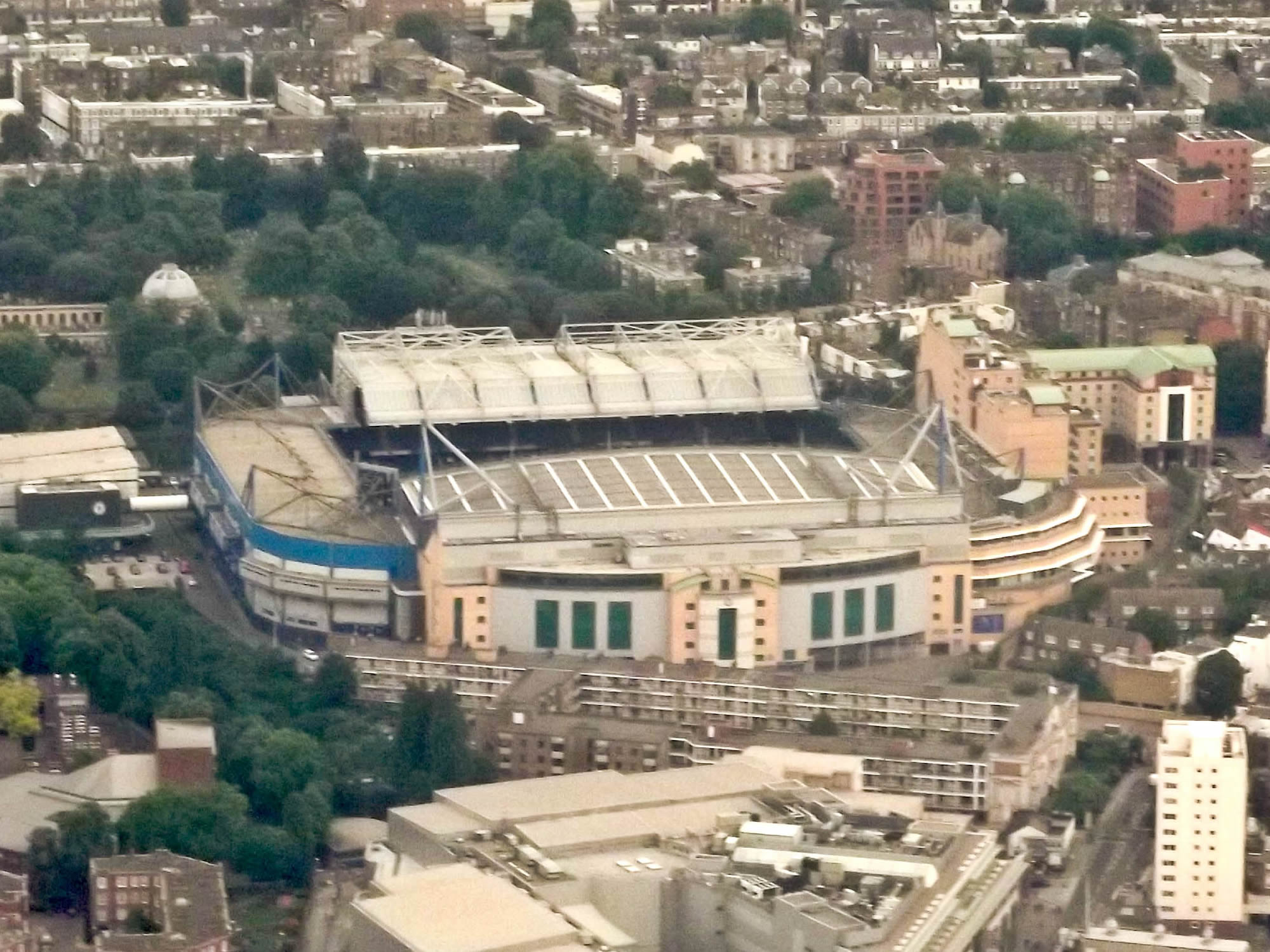
Vista aérea.
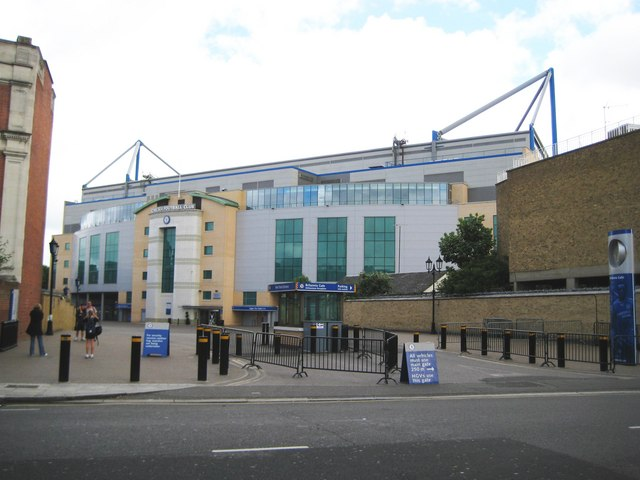
Entrada.
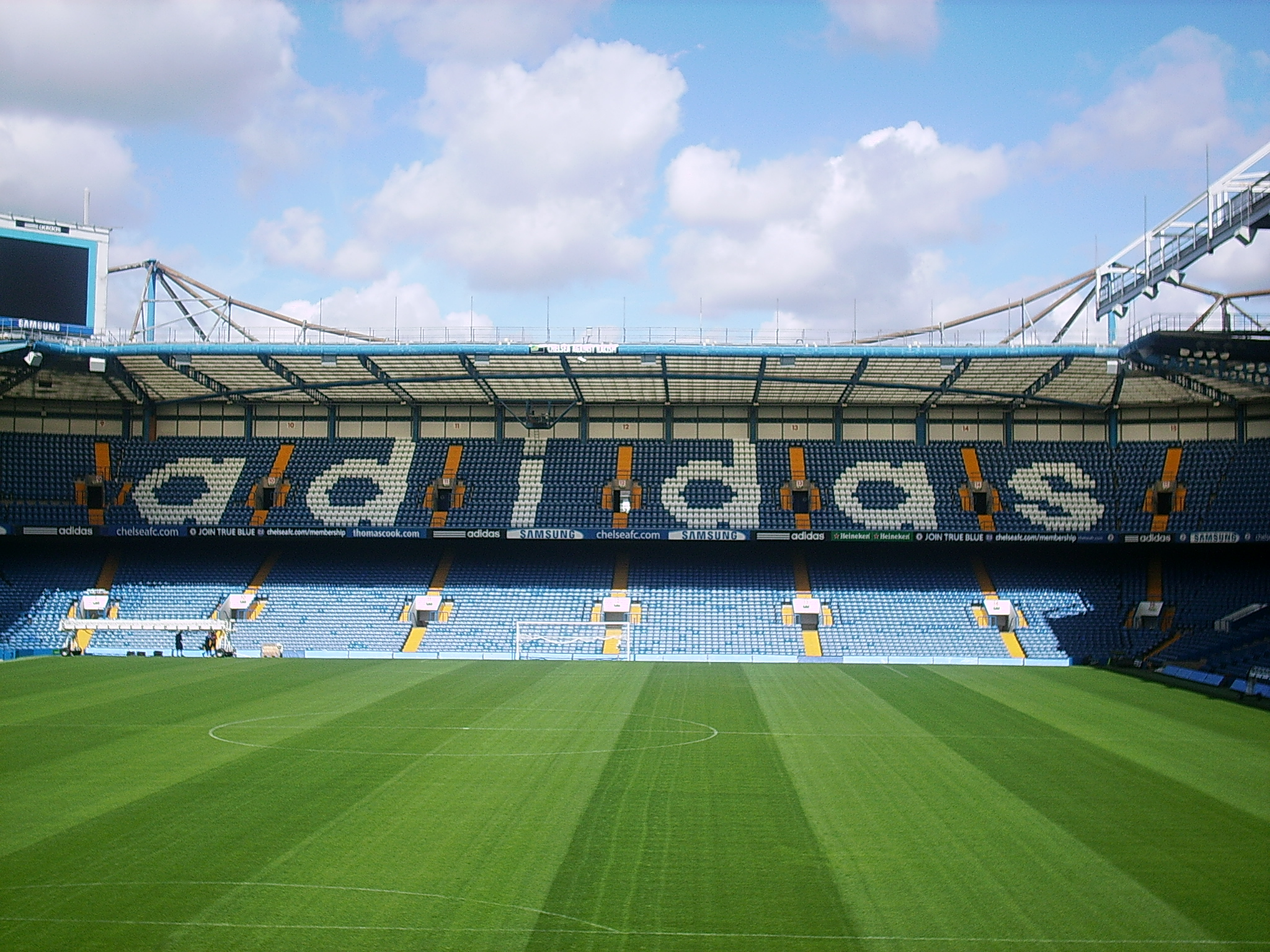
O suporte.
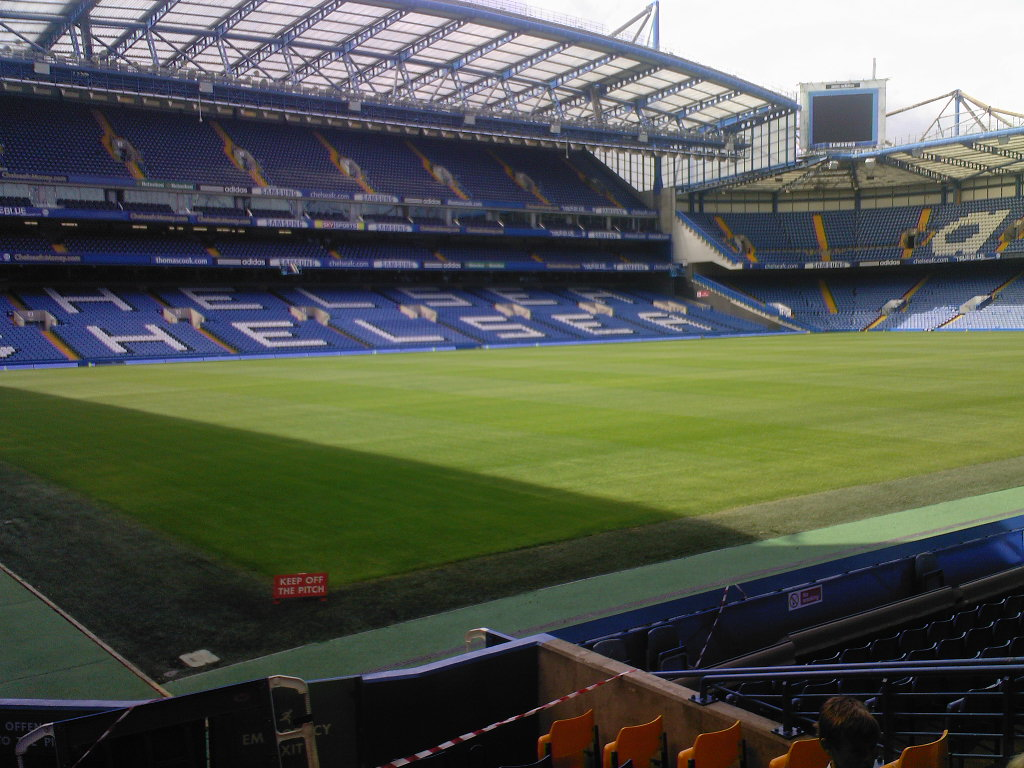
Interior.
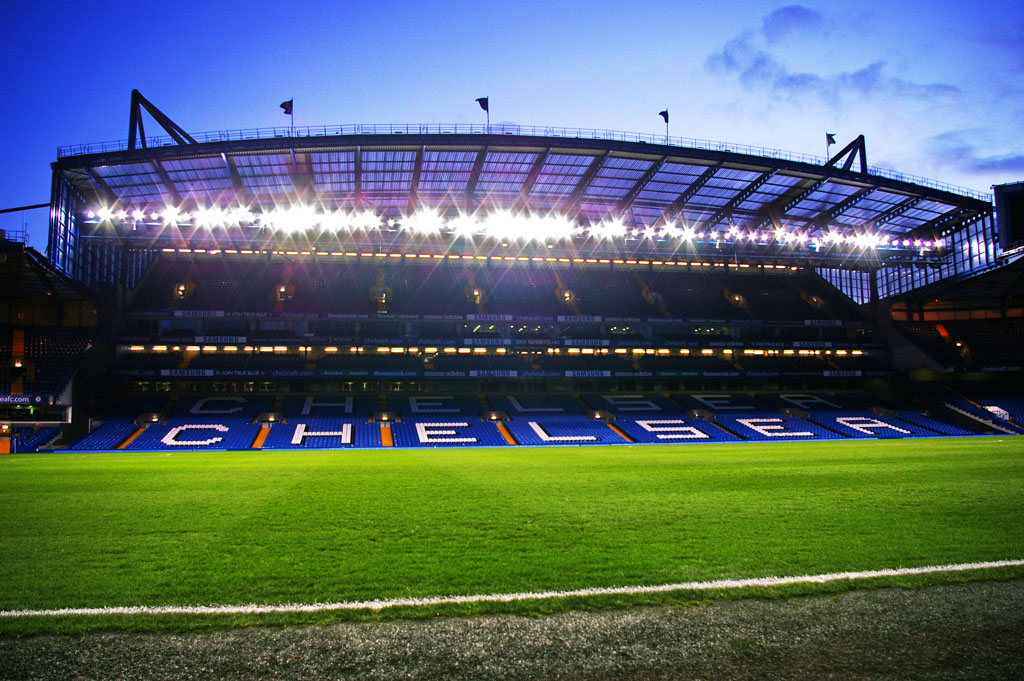
Interior.
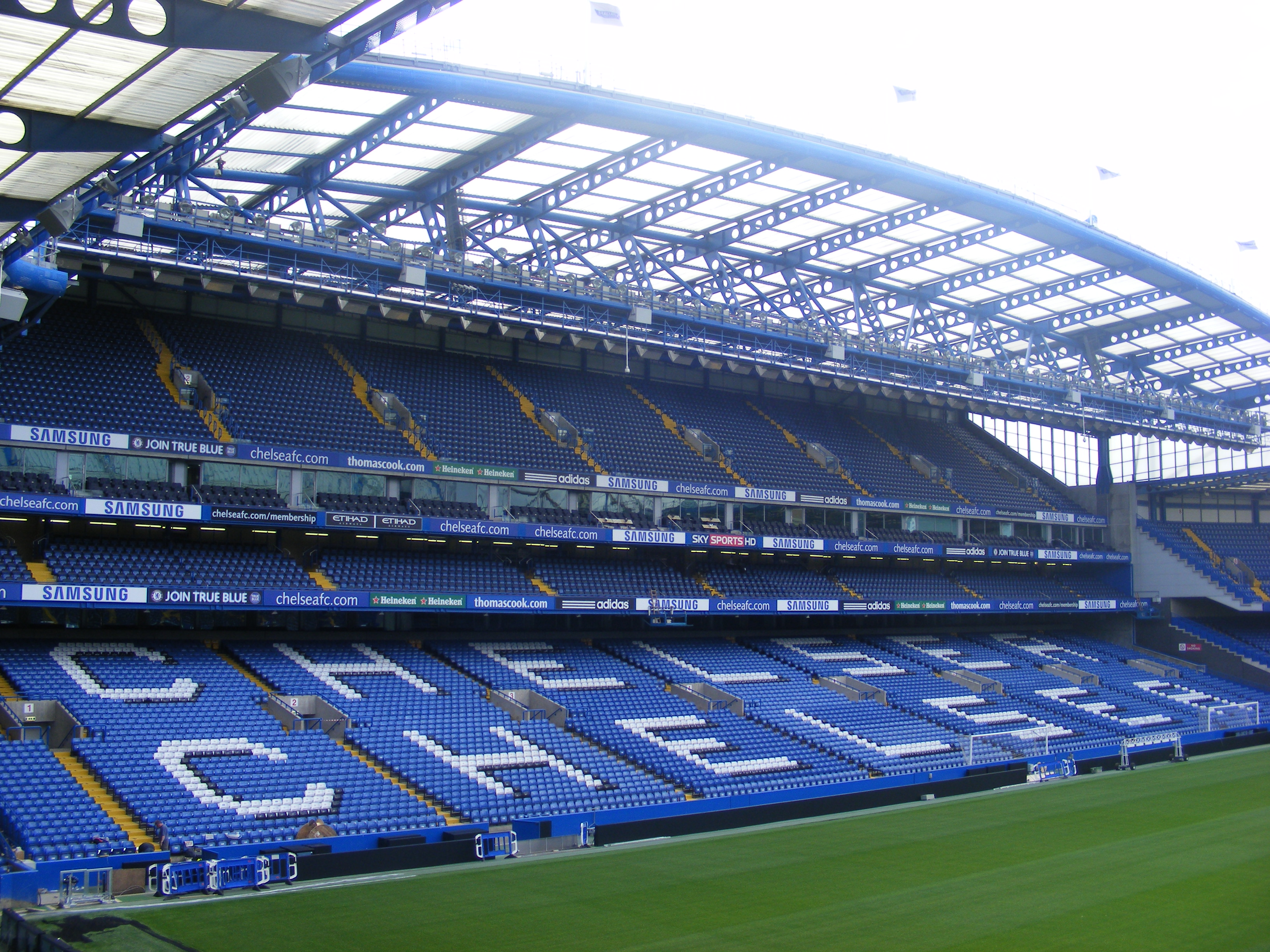
Interior do Stamford Bridge.